# 乌尼 (匈牙利)
乌尼，是匈牙利科马罗姆-埃斯泰尔戈姆州所辖的一个村。总面积11.58平方公里，总人口733，人口密度63.3人/平方公里（2011年1月1日）。